# Berliner Beiträge zur Archäometrie
Berliner Beiträge zur Archäometrie (BBA) ist eine jährlich von 1976 bis 2008 erschienene Zeitschrift mit Inhalten zur Archäometrie. An dem in Berlin herausgegebenen Almanach beteiligten sich anfangs die Staatlichen Museen zu Berlin – Preußischer Kulturbesitz, später das Rathgen-Forschungslabor. Die Zeitschriftendatenbank erfasst das Blatt mit der ISSN 0344-5089 in den DDC-Sachgruppen Alte Geschichte und Archäologie im „Sondersammelgebiet 6,14“.
Die Schrift fand ihre Fortsetzung ab 2014 unter dem Titel Berliner Beiträge zur Archäometrie, Kunsttechnologie und Konservierungswissenschaft.